# カリスマ
カリスマ（ギリシア語: Χάρισμα、ドイツ語: Charisma）とは、超自然的・超人間的・非日常的な資質や能力。神の賜物または天賦の力で、教祖・預言者・呪術師・英雄などに見られるとされる。『オックスフォード現代英英辞典』（Oxford Advanced Learner's Dictionary）では、カリスマ（charisma）は「一部の人々が持つ、他の人々を引きつけ感銘を与える強力な個人の性質」  （"the powerful personal quality that some people have to attract and impress other people"）とされている。カリスマを持つ者による支配を、ドイツの社会学者マックス・ヴェーバーは「カリスマ的支配」と呼び、支配の三類型の一つとした。

## 概要
一般的には、特定の人物に宿る特別な能力や資質をあらわす概念である。とりわけ、人々を引きつけたり信服させるある種の人格上の特質や魅力を指す。より一般論的説明としては、特定の個人、身分、社会組織、象徴、事物などに、他とは異なる超自然的、超人間的、非日常的な力や性質がそなわっていると認識される場合に、それらのもつ特質をカリスマという。宗教社会学においてカリスマは、人間の社会生活の中で例外的に世界の根底にある究極的秩序にふれているものとして、日常的秩序を支え、あるいは破壊し新たな秩序を創造する性格をもつとされる概念であり、非合理的であるなどの点において、ルドルフ・オットーがヌミノーゼと呼ぶ「聖なるもの」の概念と類似する。
元来、ギリシア語の χάρισμα （恵み、賜物）は「神より賜った能力」といった意味で、「神の賜物、恩寵」として新約聖書などに用例があり、キリスト教の神学上の概念として用いられてきた。ドイツの法制史家ルドルフ・ゾーム (de:Rudolph Sohm) が原始キリスト教団の歴史を叙述する際にこの言葉を使い、社会学者マックス・ヴェーバーがそれを社会学の概念として導入した。ヴェーバーはカリスマという語を、人ではなく物に宿る力という意味でも用いたが、社会における支配のありようを論ずるに当たって、預言者、呪術師、英雄などの個人に宿る非日常的な資質をカリスマとし、そのような人物による支配をカリスマ的支配として分析した。以後、カリスマという言葉は社会学的用語として普及し、指導者や新宗教などに関する研究で用いられている。
日本では1999年の「現代用語の基礎知識」選出の流行語トップテン入賞語となっている。

## 語源
カリスマ (χάρισμα) は古代ギリシア語において χάρις（恵み）、もしくは χαρίζομαι（好意）、χαίρω（喜び）から派生した語とされる。

## 社会学用語としてのカリスマ
カリスマはヴェーバーが科学概念として持ち出し普遍化した語であり、情動的帰依によって成り立つ支配の根拠である。

### カリスマ的支配
ヴェーバーは何ゆえに支配は正当化されうるのかという観点から、カリスマ的支配を合法的および伝統的支配とともに支配の三類型として構想した。
カリスマ的支配とは「特定の人物の非日常的な能力に対する信仰」によって成立している支配で、その正当性は、カリスマ的な人物の「呪術力に対する信仰、あるいは啓示力や英雄性に対する崇拝」に基づく。そして「これらの信仰の源は、奇跡あるいは勝利および他の成功によって、すなわち、信従者へ福祉をもたらすことによって、そのカリスマ的な能力を実証することにある」。
カリスマ的支配は、偉大な政治家・軍人・預言者・宗教的教祖など、政治や宗教の領域における支配者・指導者に対して用いられ、被支配者・被指導者は支配者・指導者のカリスマ的資質に絶大の信頼を置いて服従・帰依するのである。政治的カリスマでは「軍事カリスマ」と「雄弁カリスマ」が、宗教的カリスマでは「預言カリスマ」と「呪術カリスマ」が歴史上重要である。カエサルやナポレオンはその軍事カリスマによって、リンカーンやヒトラー、毛沢東はその雄弁カリスマによって世界史を動かした。イエスやムハンマドはその預言カリスマによって、卑弥呼はその呪術カリスマによって社会を変革してきた。とりわけ古代においては戦争指導者の軍事カリスマと呪術師の平和主義的カリスマの関係が文化の発展においては決定的であった。
なお、ここで注意すべきは、ヴェーバーの言うカリスマは、善悪という価値判断からは自由な（「価値自由（Wertfreiheit）」な）概念ということである。その意味で、ヒトラーや毛沢東はイエスと同様にカリスマの保持者と見なされるのである。

### 日常化
カリスマ的支配は、カリスマの不安定な性質（非日常性）のために、ただ一時的にのみ存在する。ここからカリスマの日常化が始まる。「カリスマ型支配は持続することはできず、伝統化されたものへまたは合理化されたものへ、あるいは両方の結合したものへ変化する」。カリスマが世襲によって伝統化される場合は「血統カリスマ」となる。カリスマが成文化された手段によって合理化される場合は「制度カリスマ」と呼ばれる。あるいは、カリスマが、伝統化および合理化の結合によって非人格化される場合は「官職カリスマ」となる。この「血統カリスマ」、「制度カリスマ」および「官職カリスマ」はカリスマ本来の非日常性的性質が失われ日常化したものである。 

## 精神医学用語としてのカリスマ

### 問題点
カリスマ的先導者の失敗はカリスマ信仰への裏切りとなり、往々にして追従集団の急速な解体が生じる。にも関わらず現代に至るまで人がカリスマを強く求めるのは、超常現象（不思議現象）に強く惹かれることに由来するからであるとされる。
人は繰り返す日常に退屈しやすく、絶えず非日常へと誘われる性質を持っている。そしてカリスマは非日常への誘いとなる。故にカリスマ的人物（新たな「恋愛」対象者）は、非日常的である方が好都合である。非日常世界を求める者にとっては、珍奇で周囲から変わり者と思われる人物の方が魅力的に映り、端正な人物の言葉は「正しい」だけで魅力を感じない。そしてカリスマに引き寄せられた者は、自己と向き合うことを避け、検証能力を持たなくなる（カリスマに自己を委ねる）。カリスマが批判された場合は、それをカリスマの聖性の証明と受け取る。この時点で日常的判断は手放され、カリスマ的人物の意向のまま徹底して信者は追従していくこととなる。
だが日常を退屈に思う心理機構は、過敏な感性を持つ反面、怠惰な性質の者に多く発生する。実際には同じ出来事が同じ状況で繰り返されることも、昨日と同じ今日という時間も在り得ない。退屈な“終わりなき日常”を変革し得るのは、自己の意識のみである。過敏な感性は先天的だが、豊かな感性は学習によってしか生み出されず、また豊穣な個人的体験は、その個人の社会への参加水準に比例しているという。

## 宗教的概念としてのカリスマ

### キリスト教神学
もとは、キリスト教用語として、『新約聖書』において、神からの天与の賜物の意味で用いられた言葉である。
ユダヤ教とキリスト教の伝統においては、七十人訳聖書でこの語が神の賜物の意味で使われており、キリスト教用語としては紀元前から一貫して、神からの天与の賜物の意味である。カトリック教会では、ペンテコステの名称よりもカリスマの語が使われる。 
この語は、新約聖書の諸書簡において知られている。キリスト教における「カリスマ」は、神からの恩寵、賜物である。ローマ1:11、5:15-16、6:23、11:29、12:6、第一コリント1:7、7:7、12:4,12:9,12:28,12:30,12:31、第二コリント1:11、第一テモテ4:14、第二テモテ1:6、第一ペテロ4:7にギリシャ語のこの語が出て来る。ローマ5:15は救いの恵みの賜物、6:23は神の賜物「キリスト・イエスにある永遠のいのち」、11:29は「神の賜物と召し」である。御霊の賜物は第一に三位一体の神から与えられているもので、教会の益のために用いるべきものであると福音派では教えられている。カトリック教会では、キリストのからだの成長に協力できる者となるために与えられる恵みの賜物に、秘跡に固有の秘跡的恩恵と、カリスマの恵みがあり、それはすべて成聖の恩恵、教会の共通善、教会を築く愛を助けるためにあると教えている。
ドイツの教会法学者ルドルフ・ゾームは、『教会法』（Kirchenrecht）第1巻（1892年）のなかで、1世紀のキリスト教のエクレシア（集会）を説明・分析するために、この語を用いた。
1960年代以降にはカリスマ運動とよばれる宗教運動がみられる。

## 関連図書
- Sohm, Rudolph (1892). Kirchenrecht. Berlin: Duncker & Humblot